# Le Grand Chaperon rouge
Le Grand chaperon rouge (Big Red Riding Hood) est un film muet américain réalisé par Leo McCarey et sorti en 1925.

## Synopsis
Le gouvernement suédois demande à Jimmy Jump de traduire à des fins éducatives le conte Le petit Chaperon Rouge mais il n'a pas les moyens d'acheter le livre. Il essaie alors de le lire en douce à la librairie du coin, ce que le propriétaire n'apprécie pas. Avec l'aide de la femme du libraire, il arrive à acquérir l'ouvrage mais par mégarde c'est quelqu'un d'autre qui l'achète et le livre se retrouve alors dans une voiture qui se fait ensuite volée.

## Fiche technique
- Titre : Le Grand chaperon rouge
- Titre original : Big Red Riding Hood
- Réalisation : Leo McCarey
- Scénario : Hal Roach
- Production : Hal Roach
- Genre: Comédie
- Durée : 10 min
- Date de sortie : 
  - États-Unis : 26 avril 1925

## Distribution
- Charley Chase : Jimmy Jump
- Martha Sleeper
- Helen Gilmore
- Richard Daniels
- Leo Willis
- Jack Ackroyd
- John B. O'Brien
- Dick Gilbert
- Charlie Hall